# Telmatobius hockingi
Espèce
Statut de conservation UICN

 DD  : Données insuffisantes
Telmatobius hockingi est une espèce d'amphibiens de la famille des Telmatobiidae.

## Répartition
Cette espèce est endémique de la province de Sihuas dans la région d'Ancash au Pérou. Elle se rencontre dans le Río Sihuas à environ 2 700 m d'altitude.

## Étymologie
Cette espèce est nommée en l'honneur de Peter Hocking.

## Publication originale
- Salas & Sinsch, 1996 : Two new Telmatobius species (Leptodactylidae, Telmatobiinae) of Ancash, Peru. Alytes, vol. 14, no 1, p. 1-26.